# Rynki Zagraniczne
Rynki Zagraniczne – branżowy periodyk, gazeta wydawana w latach 1957–2009, początkowo przez Polską Izbę Handlu Zagranicznego, następnie przez Krajową Izbę Gospodarczą (1991-2009).
Gazeta ukazywała się około 156 razy w roku, to jest 3 razy w tygodniu, od 2006 raz w tygodniu
Redakcja mieściła się w siedzibie PIHZ, następnie KIG przy ul. Trębackiej 4.